# اسفندیار (جم)
اسفندیار روستایی از توابع بخش ریز شهرستان جم استان بوشهر در جنوب ایران.
این روستا در دهستان تشان قرار دارد و بر اساس سرشماری سال ۱۳۹۵ جمعیت آن (۱۶ خانوار) ۳۸ نفر است.